# Preußische Münzgeschichte
Die Preußische Münzgeschichte erfasst den Zeitraum von der Königskrönung Friedrichs III., des Kurfürsten von Brandenburg und Herzogs in Preußen, zum König in Preußen im Jahr 1701 bis zum 2. Reichsmünzgesetz im Jahr 1873. Ihr geht insbesondere die Brandenburgische Münzgeschichte voraus, die aber mit dem Beginn der Preußischen Münzgeschichte noch nicht endete, da bis 1821 die Provinzen ein eigenständiges Kleinmünzensystem behielten.

## 1701 bis 1750
Friedrich und seine Nachfolger ließen als Inhaber des Münzregals Goldmünzen (Dukaten) und die größeren Silbermünzen nunmehr als preußische Könige und Kurfürsten von Brandenburg (bis 1806) für alle ihre Besitzungen prägen, aus denen sich im 18. Jahrhundert der Staat Preußen entwickelte. Die häufigsten Nominale waren 3-, VI- und 18-Groschenmünzen. Dagegen wurden die Kleinmünzen nicht für die Provinzen vereinheitlicht, sondern in zum Teil voneinander abweichenden Systemen geprägt. Für Brandenburg wurden Pfennige und vor allem 1 Groschenmünzen (als 1/24 Taler) und Zweigroschenmünzen (als 1/12 Taler) geprägt.

## 1750 bis 1821

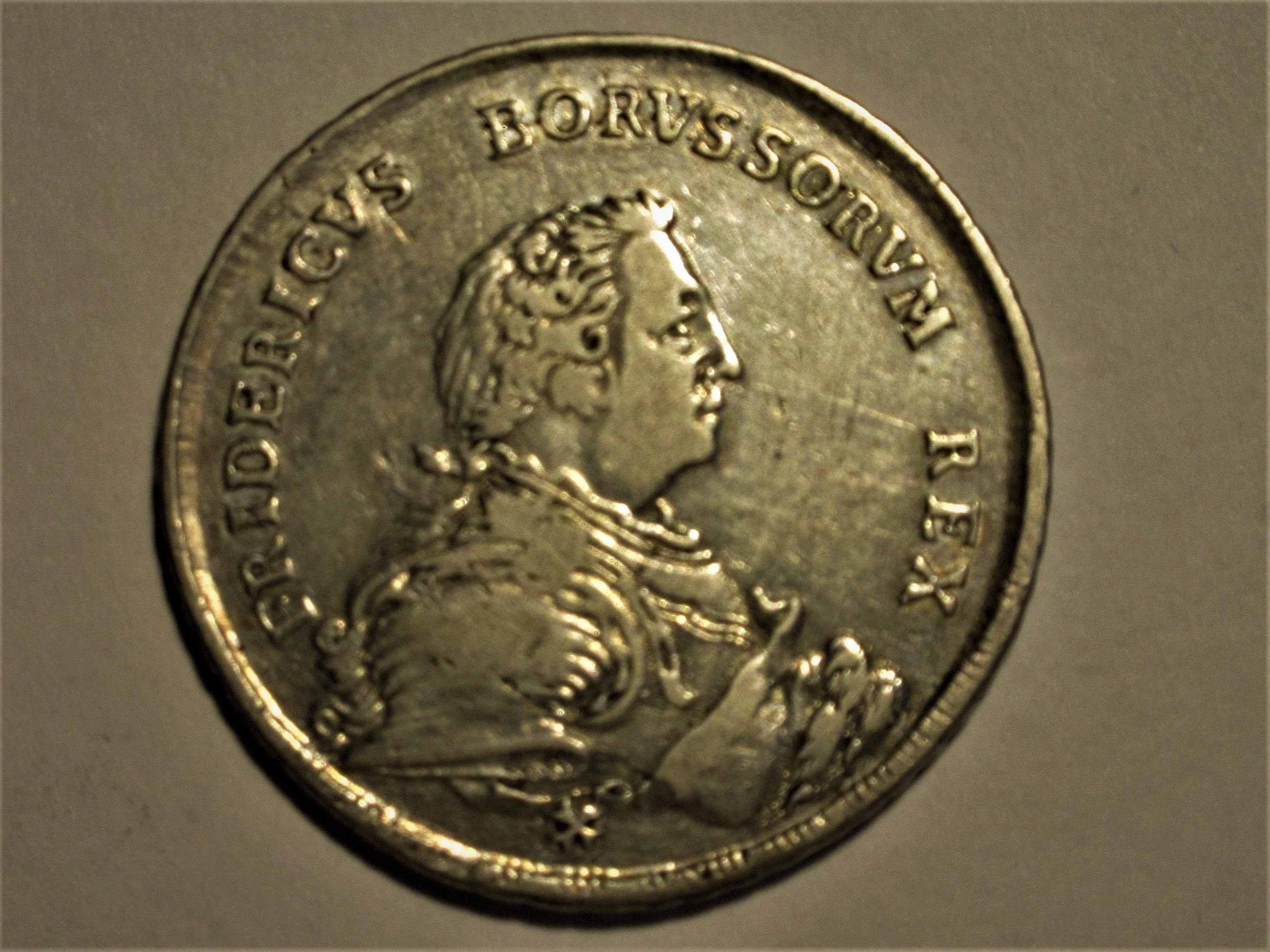
Preußischer Taler von 1750, Porträt Friedrichs II.

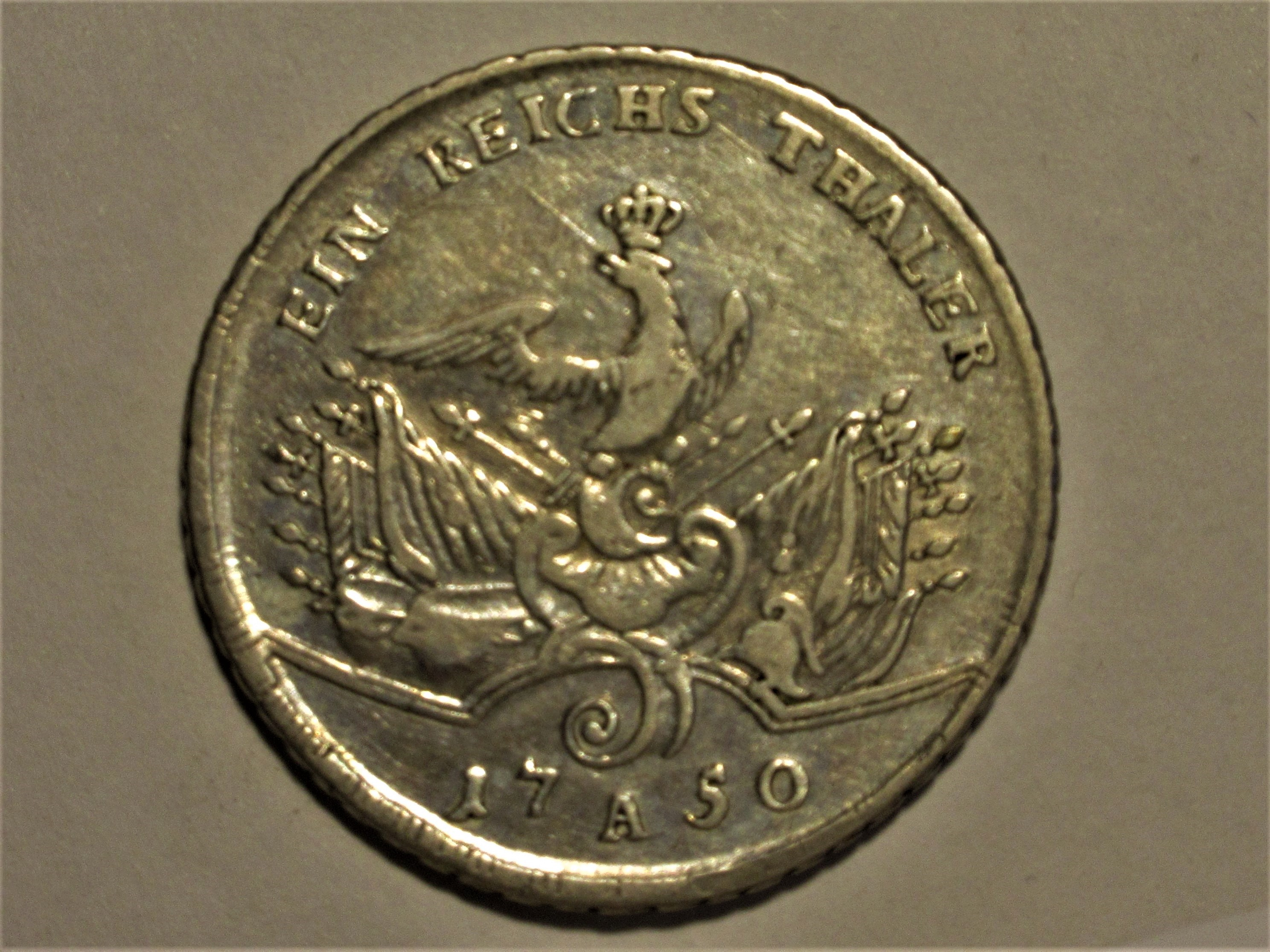
Preußischer Taler von 1750, Adlerseite

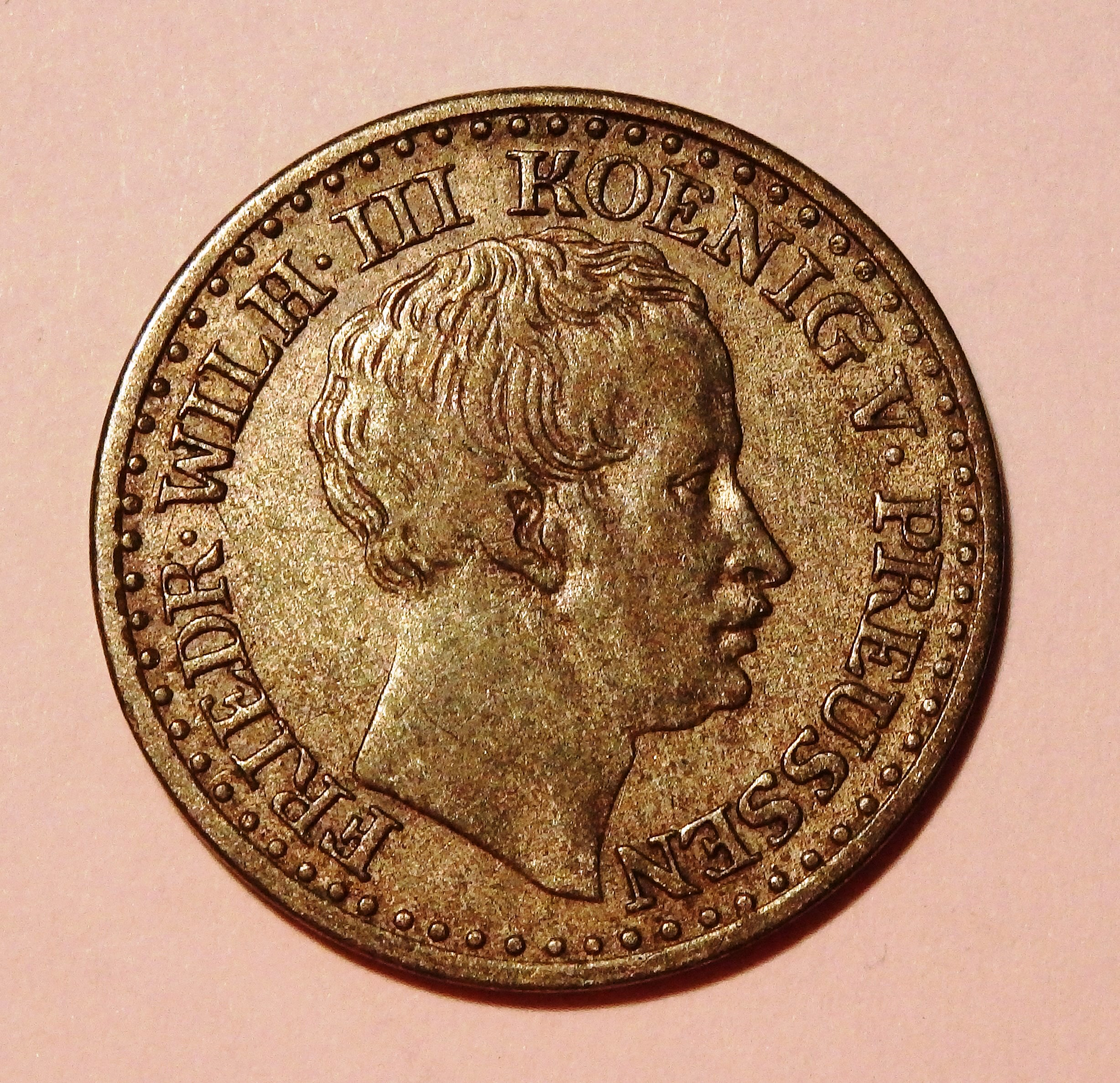
Preußischer Silbergroschen von 1825, Porträt Friedrich Wilhelms III.

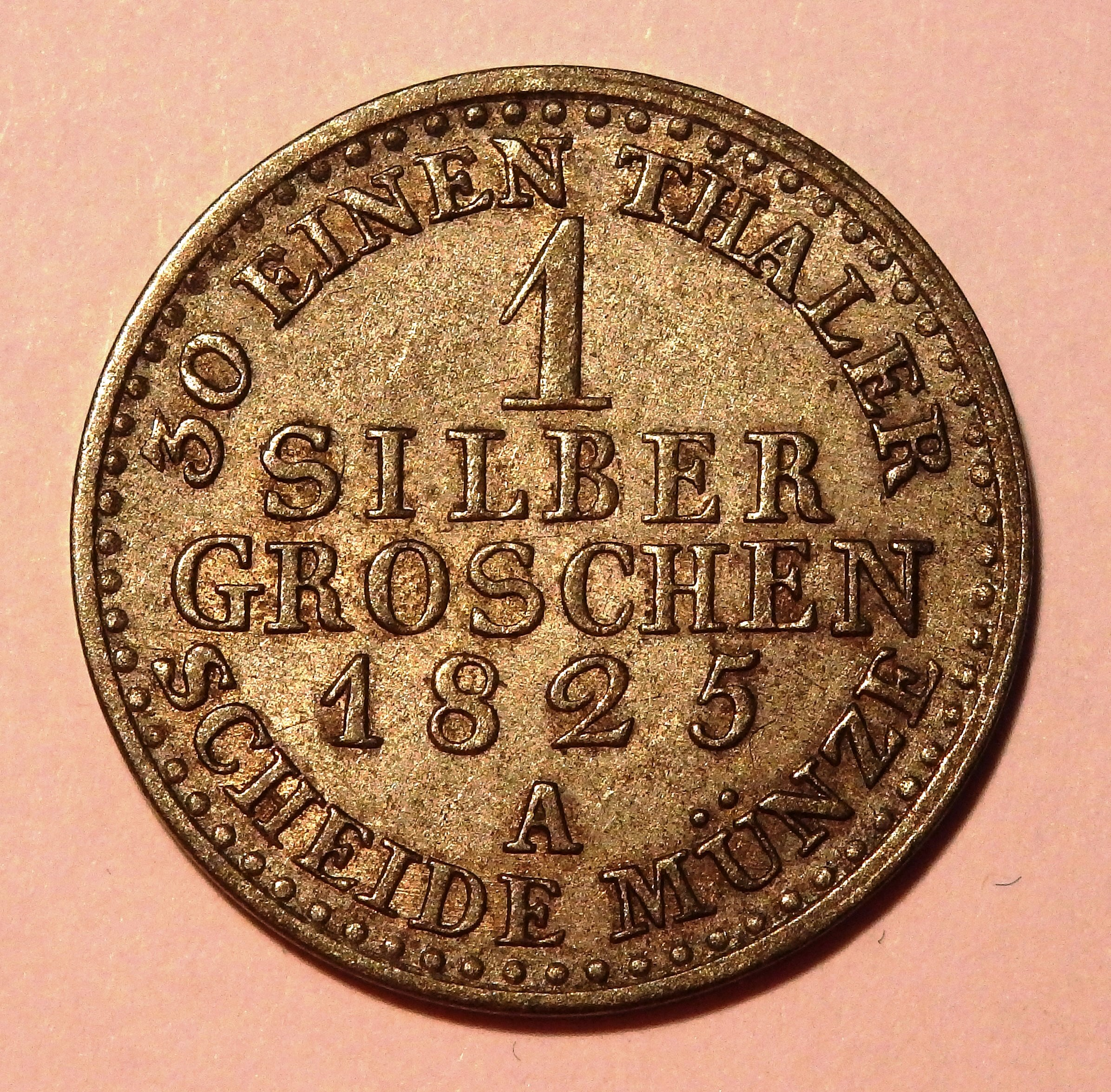
Preußischer Silbergroschen von 1825, Wertseite

1750 wurde unter König Friedrich II. durch Johann Philipp Graumann der Graumannsche Münzfuß eingeführt. Aus dem Münzgrundgewicht der Kölner Mark wurden nun 14 Taler geprägt („14 - Talerfuß“). Seitdem tragen die preußischen Münzen ein Münzzeichen, das auf die Prägestätte der jeweiligen Münze hinweist und die vorherigen Münzmeisterzeichen abgelöst hat. Für Berlin ist dies bis heute das Münzzeichen „A“.
Der Taler unterteilte sich in der Provinz Brandenburg zunächst in 24 Gute Groschen, der Gute Groschen in je 12 Pfennige, der Taler somit in 288 Pfennige. Nachdem 1742 Schlesien überwiegend an Preußen gefallen war, wurde dort weiter im traditionellen System Gröschel und Pfennige (1 Gröschel = 3 Pfennige) als Kleinmünzen geprägt. Der neue Taler im 14-Talerfuß wurde in 90 Kreuzer oder 120 Gröschel unterteilt. Ostfriesland, das 1744 an Preußen zugeschlagen wurde, verwendete als Kleinmünzen weiter Stüber und Mariengroschen. Durch die wirtschaftlichen Belastungen der Napoleonischen Kriege geriet das ursprüngliche Verhältnis vom Taler als Kurantmünze zu den Kleinmünzen als Scheidemünzen durcheinander. Teilweise mussten 36 bis 42 Groschen auf einen Taler gerechnet werden.

## 1821 bis 1873
1821 wurde durch das Preußische Münzgesetz vom 30. September ein einheitliches Kleinmünzensystem für ganz Preußen eingeführt. Dabei handelt es sich um einen späten Ausläufer der Preußischen Reformen. Bereits im Jahr 1812 waren erste Proben neuer Kleinmünzen geprägt worden, Prägungen für den Zahlungsverkehr erfolgten aber zunächst nicht. Erst mit Gesetz vom 30. September 1821 wurde ein für ganz Preußen gültiges Kleinmünzensystem eingeführt. Der Taler wurde nun in 30 Silbergroschen unterteilt, der Silbergroschen aber weiter in 12 Pfennige. Der Taler unterteilte sich damit statt in zuvor theoretische 288 Pfennige nun in 360 Pfennige. Dafür sollte das Wertverhältnis von Kurant- zu Scheidemünzen nun ein festes sein. Zur Unterscheidung zu den alten Pfennigen wurden die neuen nun „Pfenninge“ genannt. Der neue Silbergroschen hatte seit den 1830er, vor allem aber seit den 1840er Jahren Vorbildwirkung auf viele andere nord- und mitteldeutsche Staaten ausgeübt, auch wenn diese den Silbergroschen auch anders unterteilten. So unterteilte das Königreich Sachsen seinen Neugroschen (von denen wie in Preußen 30 einen Taler im 14-Talerfuß wert waren) nicht in 12 Pfennige, sondern in 10 Pfennige. Damit war der sächsische Pfennig etwas schwerer als der preußische, da 300 Pfennige nun einen Taler galten. Sachsen konnte so mit dem Dritteltaler, der damit 100 sächsische Pfennige wert war, einen Schritt in Richtung Dezimalsystem gehen.
Vor allem die Übernahme des preußischen 14-Talerfußes durch die meisten nord- und mitteldeutschen Staaten hat 1837 ermöglicht, den Dresdner Münzvertrag zu schließen, der durch den Wiener Münzvertrag 1857 fortgeschrieben wurde.
Nach der Reichsgründung 1871 führte das erste Reichsmünzgesetz im selben Jahr die Markwährung als Goldmünzen ein, ließ aber die Münzsysteme der Einzelstaaten ansonsten zunächst unangetastet. Bis in das Jahr 1873 prägte Preußen deshalb weiter Silbergroschen und Pfennige, bis das Zweite Reichsmünzgesetz im Jahr 1873 auch die Kleinmünzen vereinheitlichte und die Mark nun 100 Pfennige der neuen Währung galt.